# Den djävulska jakten
Den djävulska jakten (originaltitel: The Chase) är en amerikansk film från 1966 i regi av Arthur Penn. I huvudrollerna ses Marlon Brando, Jane Fonda och Robert Redford.

## Handling
Charlie "Bubber" Reeves rymmer från fängelse och sheriff Calder som tror han är oskyldig försöker hjälpa honom. De flesta i den lilla stad i Texas där Calder är sheriff i är dock negativt inställda till Bubber vilket leder till en våldsam uppgörelse.

## Rollista
- Marlon Brando - sheriff Calder
- Jane Fonda - Anna Reeves
- Robert Redford - Charlie Reeves, "Bubber"
- E.G. Marshall - Val Rodgers
- Angie Dickinson - Ruby Calder
- Janice Rule - Emily
- Miriam Hopkins - Mrs. Reeves
- Martha Hyer - Mary Fuller
- Richard Bradford - Damon Fuller
- Robert Duvall - Edwin Stewart
- James Fox - Jason Rodgers
- Diana Hyland - Elizabeth Rodgers
- Henry Hull - Briggs
- Jocelyn Brando - Mrs. Briggs
- Paul Williams - Seymour
- Clifton James - Lem Brewster
- Malcolm Atterbury - Mr. Reeves
- Bruce Cabot - Sol